# Противовес
Противовес (контргруз) — груз, предназначенный для полного или частичного уравновешивания сил и создаваемых ими моментов, действующих в машинах или в их частях, за счёт использования собственного веса.

## Описание
Противовес или контргруз применяется с целью уравновешивая чего-либо (например металлического наконечника тарана), уменьшения затрат энергии при перемещении тел относительно поверхности Земли, и так далее. Используется в подъёмных кранах, лифтах, экскаваторах, погрузчиках, манипуляторах и других машинах циклического действия. Постоянная уравновешивающая сила противовеса создаётся силой тяжести, действующей на его массу.
Существенным преимуществом противовеса как источника постоянной силы является то, что на создание и поддержание постоянной уравновешивающей силы не требуется никаких дополнительных затрат энергии. При работе машин, снабжённых противовесом, энергия двигателя и топливо не расходуются на подъём против направления сил тяжести рабочего оборудования: кабины, ковша, стрелы, рычагов и тому подобное. За счёт этого КПД машин с противовесом может достигать {\displaystyle 95\%}.

## Пневматический противовес
Пневматический противовес для создания постоянной силы использует давление сжатого воздуха. Он состоит из баллона со сжатым воздухом соединённого с цилиндром с поршнем. Шток, подсоединённый к поршню цилиндра, поддерживает постоянную силу. Для поддержания уравновешивающей силы не требуется затрат энергии.